# Cunha (Sernancelhe)
Cunha ist eine Gemeinde (Freguesia) im portugiesischen Kreis Sernancelhe. In ihr leben 323 Einwohner (Stand 19. April 2021).